# Tipula (Platytipula) jocosipennis
Tipula (Platytipula) jocosipennis is een tweevleugelige uit de familie langpootmuggen (Tipulidae). De soort komt voor in het Palearctisch gebied.